# George Wood
Alan Bernard Brazil (Glasgow, 1959. június 15. –) skót válogatott labdarúgó. 

## Pályafutása

### Klubcsapatban
Pályafutását 1970-ben az East Stirlingshire csapatában kezdte. 1971 és 1977 között a Blackpool kapuját védte. 1977-től 1980-ig az Everton csapatában játszott. 1980 és 1983 között az Arsenal, 1983 és 1987 között a Crystal Palace játékosa volt. 1987 és 1990 között a walesi Cardiff Cityt erősítette, de az 1989–90-es szezonban kölcsönben szerepelt a Blackpoolnál. Az 1990–91-es idényben a Hereford United együttesében játszott. 1991 és 1992 között a Merthyr Tydfil hálóját őrizte. 1992-től 1997-ig az Inter Cardiff csapatában szerepelt. 

### A válogatottban
1979 és 1982 között 4 alkalommal szerepelt a skót válogatottban. 1979. május 22-én egy Észak-Írország elleni mérkőzésen mutatkozott be. Részt vett az 1982-es világbajnokságon, de nem lépett pályára egyetlen mérkőzésen sem.

## Sikerei, díjai
Cardiff City
- Walesi kupagyőztes (1): 1987–88